# Zanzibar (archipelag)
Archipelag Zanzibar – archipelag na Oceanie Indyjskim. Zajmuje powierzchnię 2643 km². Składa się z 2 większych wysp, Zanzibaru i Pemby oraz wielu mniejszych. Archipelag wchodzi w skład Zanzibaru – autonomicznej części Tanzanii (podmiot federacji). Największym miastem archipelagu jest Zanzibar. Istnieją tu liczne plantacje goździkowca i palmy kokosowej. Od stałego lądu Zanzibar oddzielony jest Kanałem Zanzibarskim.

## Historia
W X wieku archipelag został skolonizowany przez Arabów i Persów i pełnił rolę arabskiej bazy handlowej w kontaktach z wybrzeżem afrykańskim. Władzę nad archipelagiem sprawowało arabsko-persko-afrykańskie państwo Kilwa. Od przełomu wieków XIV i XV należał do Portugalii. Pod koniec XVII wieku archipelag stał się częścią sułtanatu Omanu. W latach 30. XIX wieku sułtan Omanu przeniósł z Maskatu na Zanzibar swoją główną siedzibę. W 1856 po śmierci sułtana Said ibn-Sultana doszło do wojny o sukcesję pomiędzy jego synami, w wyniku której 6 kwietnia 1861 utworzono odrębny Sułtanat Zanzibaru. W 1886 Wielka Brytania przejęła kontrolę nad Zanzibarem, ale formalnie dalej panowali miejscowi sułtanowie, co stanowiło swoistą dwuwładzę. W celu zaspokojenia niemieckich roszczeń do wyspy (Cesarstwo Niemieckie opanowało w tym czasie Tanganikę). Zjednoczone Królestwo oddało Niemcom w 1890 wyspę Helgoland na Morzu Północnym oraz region Caprivi. Od 1890 roku władztwo brytyjskie zostało usankcjonowane przez powołanie protektoratu, w którym sułtan zachował jedynie stanowisko ceremonialne. Zniesiono wówczas na archipelagu niewolnictwo. 10 grudnia 1963 archipelag uzyskał niepodległość. 12 stycznia 1964 wybuchła rewolucja, w wyniku której obalono sułtana i proklamowano Ludową Republikę Zanzibaru i Pemby. 26 kwietnia 1964 roku państwo to utworzyło wraz z Tanganiką nowe państwo – Zjednoczoną Republikę Tanzanii.

## Gospodarka
Zanzibar i Pemba tradycyjnie były głównym eksporterem goździków. 
Zanzibar zajmuje obecnie 3. miejsce na świecie pod względem eksportu goździków.
W latach 60. i 70. miała miejsce próba (nieudana) wprowadzenia gospodarki centralnie planowanej (narzucenie przez rząd cen i liczby eksportowanych goździków). 
Z archipelagu eksportuje również przyprawy, wodorosty i rafię. Rozwinięte jest rybołówstwo.
Ważną rolę w gospodarce archipelagu odgrywa turystyka.